# Liste der Biografien/Pep
Liste der Biografien |
Portal Biografien |
Personensuche
# |
A |
B |
C |
D |
E |
F |
G |
H |
I |
J |
K |
L |
M |
N |
O |
P |
Q |
R |
S |
T |
U |
V |
W |
X |
Y |
Z |
?
 
Pa |
Pc |
Pe |
Pf |
Ph |
Pi |
Pj |
Pk |
Pl |
Pm |
Pn |
Po |
Pr |
Ps |
Pt |
Pu |
Pv |
Pw |
Py
 
Pea |
Peb |
Pec |
Ped |
Pee |
Pef |
Peg |
Peh |
Pei |
Pej |
Pek |
Pel |
Pem |
Pen |
Peo |
Pep |
Peq |
Per |
Pes |
Pet |
Peu |
Pev |
Pew |
Pex |
Pey |
Pez
Die Liste der Biografien führt alle Personen auf, die in der deutschsprachigen Wikipedia einen Artikel haben. Dieses ist eine Teilliste mit 145 Einträgen von Personen, deren Namen mit den Buchstaben „Pep“ beginnt.

## Pep
- Pep Biel (* 1996), spanischer Fußballspieler
- Pep, Willie (1922–2006), US-amerikanischer Boxer

### Pepa
- Pepaj, Niko (* 1991), US-amerikanischer Schauspieler und Model
- Pepanos, Antonios (1866–1918), griechischer Schwimmsportler, Olympiateilnehmer
- Peparelli, Francesco († 1641), italienischer Architekt

### Pepc
- Pepchinski, Mary (* 1955), US-amerikanische Architektin, Professorin, Architekturhistorikerin, Architekturkritikerin und Kuratorin

### Pepe
- Pepe (* 1935), brasilianischer Fußballspieler
- Pepe (* 1983), portugiesischer FußballspielerPepe (* 1983)

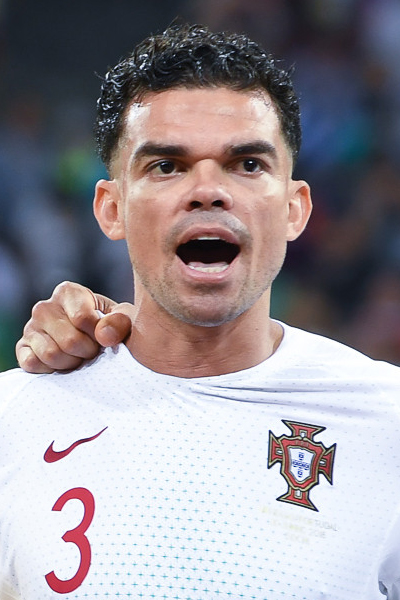
Pepe (* 1983)

- Pepe (* 1988), brasilianischer Fußballspieler
- Pepê (* 1997), brasilianischer Fußballspieler
- Pepe, Cécé (* 1996), französischer Fußballspieler
- Pepe, Florestano (1778–1851), neapolitanischer General
- Pepe, Francesco (* 1968), italienischer Astronom
- Pepe, Guglielmo (1783–1855), neapolitanischer General
- Pepé, Joseph (1881–1970), britischer Sportschütze
- Pepe, Joseph Anthony (* 1942), US-amerikanischer Geistlicher, emeritierter römisch-katholischer Bischof von Las Vegas
- Pepe, King (* 1976), Schweizer Musiker, Komponist, Texter und Sänger
- Pepe, Nico (1907–1987), italienischer Schauspieler
- Pépé, Nicolas (* 1995), ivorisch-französischer FußballspielerNicolas Pépé (* 1995)

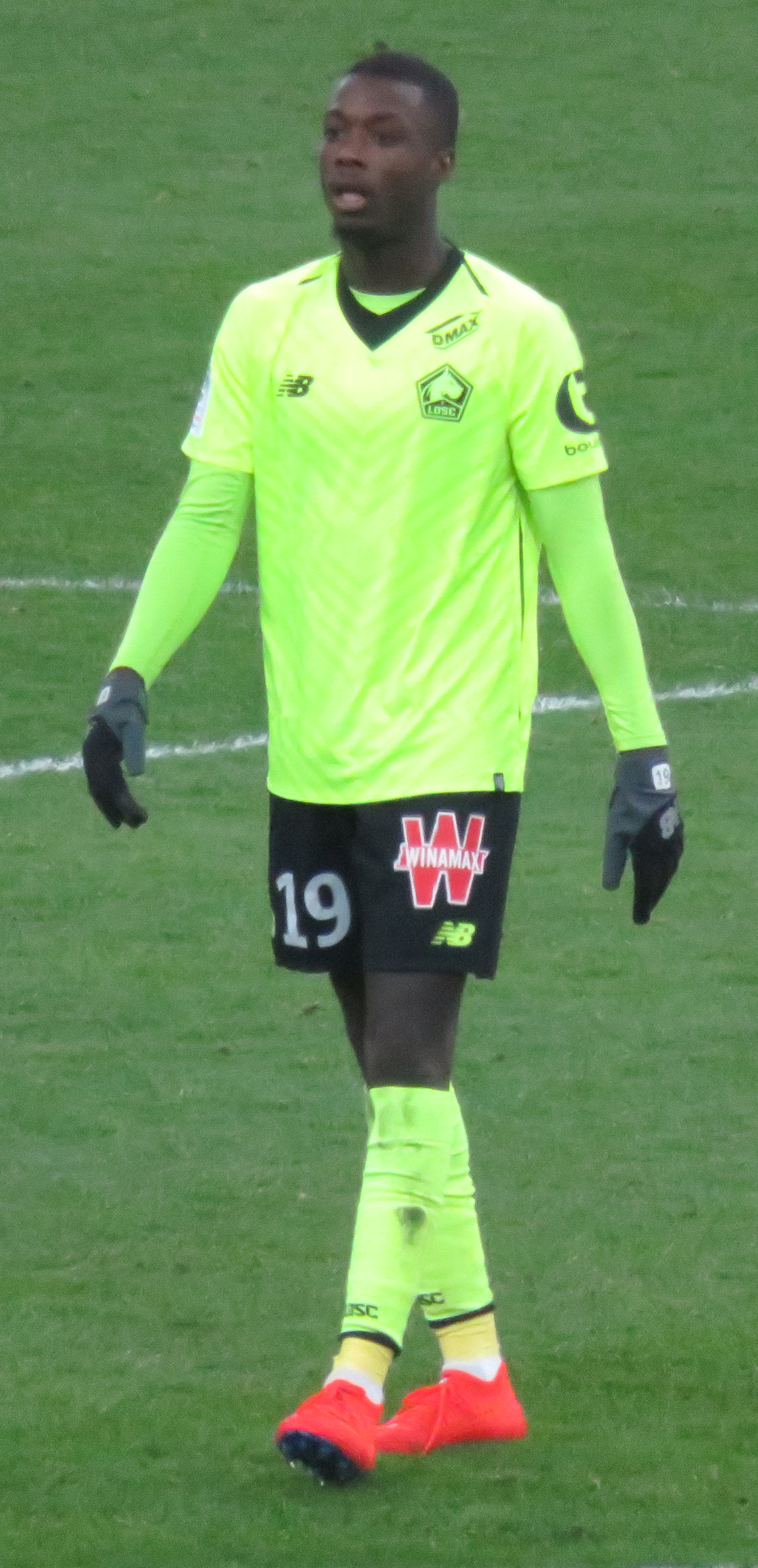
Nicolas Pépé (* 1995)

- Pepe, Osman (* 1954), türkischer Umweltminister
- Pepe, Simone (* 1983), italienischer Fußballspieler
- Pepeljajew, Alexei Gennadjewitsch (* 1984), russischer Eishockeyspieler
- Pepeljajew, Anatoli Nikolajewitsch (1891–1938), russischer Feldherr
- Pepeljajewa, Weronika Pawlowna (* 2001), russische Tennisspielerin
- Pepelnak, Eva (* 2000), slowenische Dreispringerin
- Pepelnak, Marko (* 2001), slowenischer Hürdenläufer
- Pepelnik, Ana (* 1979), slowenische Autorin und Übersetzerin
- Pepels, Werner (* 1952), deutscher Wirtschaftswissenschaftler und Hochschullehrer
- Pepelu (* 1998), spanischer Fußballspieler
- Pepén y Solimán, Juan Félix (1920–2007), dominikanischer Geistlicher, Bischof von Nuestra Señora de la Altagracia en Higüey
- Pepene, Paul Constantin (* 1988), rumänischer Skilangläufer
- Peper, Alfred (* 1906), deutscher DBD-Funktionär, Mitglied der Länderkammer der DDR
- Peper, Bram (1940–2022), niederländischer Soziologe, Politiker (PvdA) und Hochschullehrer
- Peper, Hans, niederdeutscher Bildschnitzer der Spätrenaissance
- Peper, Heinrich (1902–1984), deutscher Politiker (NSDAP), MdR
- Peper, Henry (1928–2006), deutscher Fußballspieler
- Peper, Jeanette (1916–2003), argentinische Schwimmerin
- Peper, Jürgen (1923–2021), deutscher Amerikanist
- Peper, Lutz H. (* 1953), deutscher Unternehmer, Bremer Politiker (AFB), MdBB und Präses der Handelskammer Bremen
- Peper, Rascha (1949–2013), niederländische Schriftstellerin
- Peperara, Laura (1563–1600), italienische Sängerin der Renaissance
- Peperkamp, Esmée (* 1997), niederländische Radrennfahrerin
- Peperkamp, Melissa (* 2004), niederländische Snowboarderin
- Peperkorn, Johann (1890–1967), deutscher Theologe und Politiker (NSDAP), MdL
- Pepersack, Hartmann († 1385), Lübecker Bürgermeister
- Pepetela (* 1941), angolanischer Schriftsteller

### Pepi
- Pepi I., altägyptischer König (6. Dynastie, regierte von um 2295 v. Chr. bis um 2250 v. Chr.)
- Pepi II., 5. König von Ägypten in der 6. DynastiePepi II.

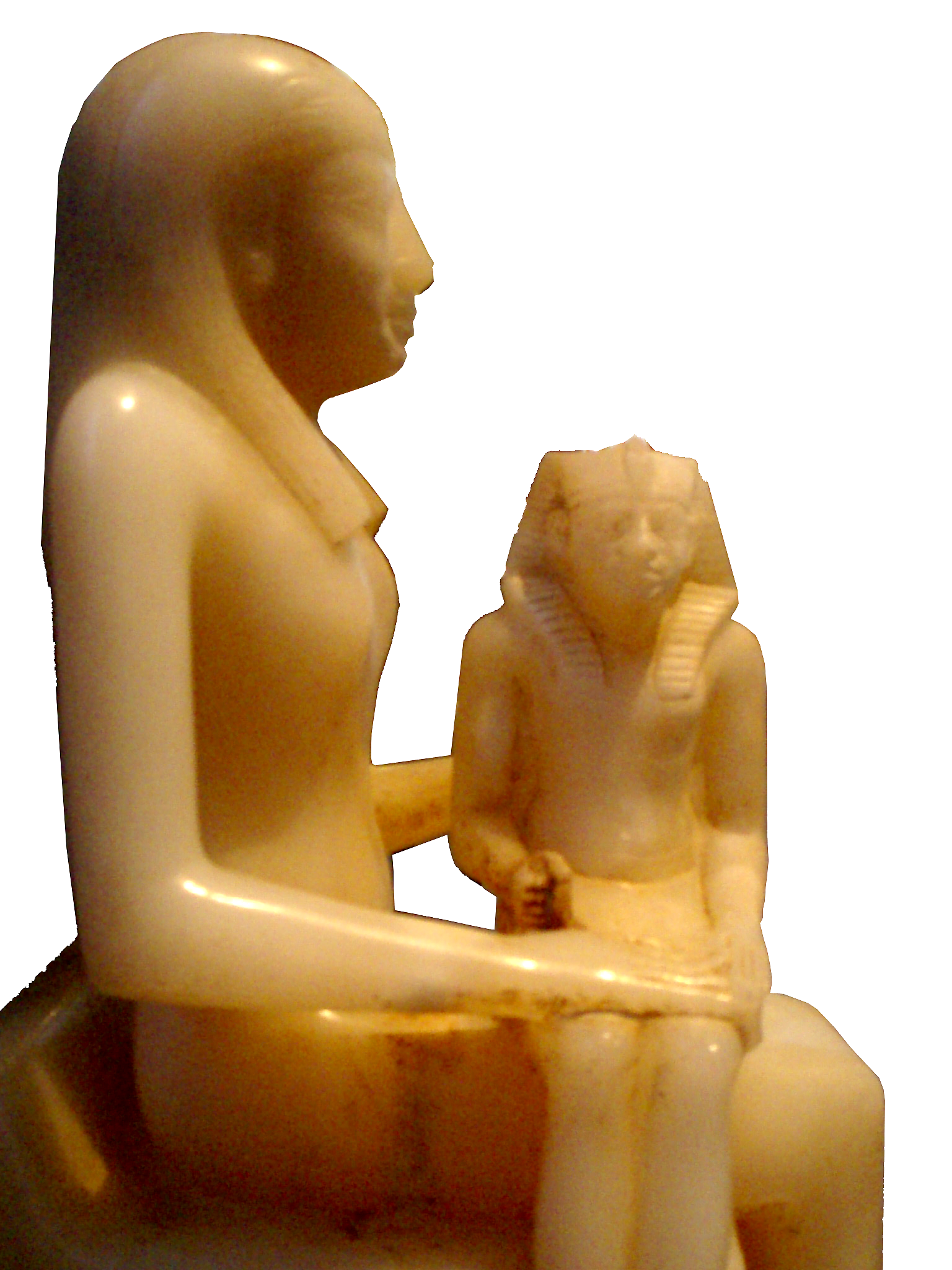
Pepi II.

- Pepi III., altägyptischer Kleinkönig aus der Hyksoszeit in der 16. Dynastie
- Pepi, Ricardo (* 2003), US-amerikanischer FußballspielerRicardo Pepi (* 2003)

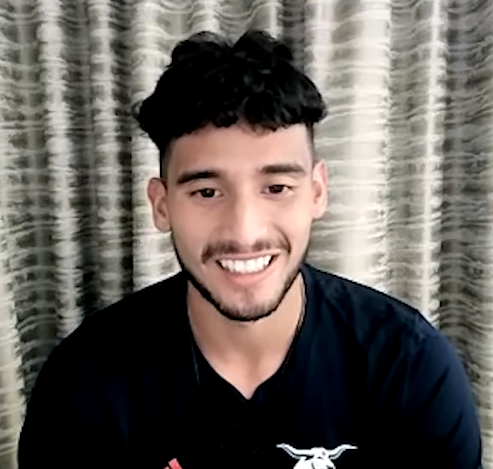
Ricardo Pepi (* 2003)

- Pepianch, altägyptischer Beamter der 6. Dynastie
- Pepic, Edin (* 1991), deutscher Fußballtorhüter
- Pepić, Hasan (* 1993), deutsch-montenegrinischer Fußballspieler
- Pepić, Mirnes (* 1995), deutsch-montenegrinischer Fußballspieler
- Pepín (* 1996), äquatorialguineischer Fußballspieler
- Pépin, Camille (* 1990), französische Komponistin
- Pépin, Charles (* 1973), französischer Philosoph
- Pépin, Clermont (1926–2006), kanadischer Komponist, Pianist und Musikpädagoge
- Pépin, Jean (1924–2005), französischer Philosophiehistoriker
- Pépin, Jean-Luc (1924–1995), kanadischer Politiker
- Pepinghege, Irene (* 1941), deutsche Kanutin
- Pepino, Anton Josef (1863–1921), österreichischer Maler
- Pepitone, Albert (1925–2016), US-amerikanischer Psychologe und Professor

### Pepk
- Pepke, Donn R. (1916–1995), US-amerikanischer Offizier, Generalleutnant der US Army

### Pepl
- Pepl, Harry (1945–2005), österreichischer Jazzmusiker
- Peplau, Hildegard (1909–1999), US-amerikanische Pflegetheoretikerin
- Peplinski, Franz (1910–1991), deutscher Politiker (SED)
- Peplinski, Jim (* 1960), kanadischer Eishockeyspieler
- Peplinski, Mike (* 1974), US-amerikanischer Curler
- Peplinski, Stanislaus (1909–1945), polnischer Zwangsarbeiter und Widerstandskämpfer
- Peploe, Mark (1943–2025), britischer Drehbuchautor und Filmregisseur
- Peploe, Samuel (1871–1935), schottischer Maler
- Peplow, Ron (1935–2019), englischer Fußballspieler
- Peplow, Sontje (* 1981), deutsche SchauspielerinSontje Peplow (* 1981)

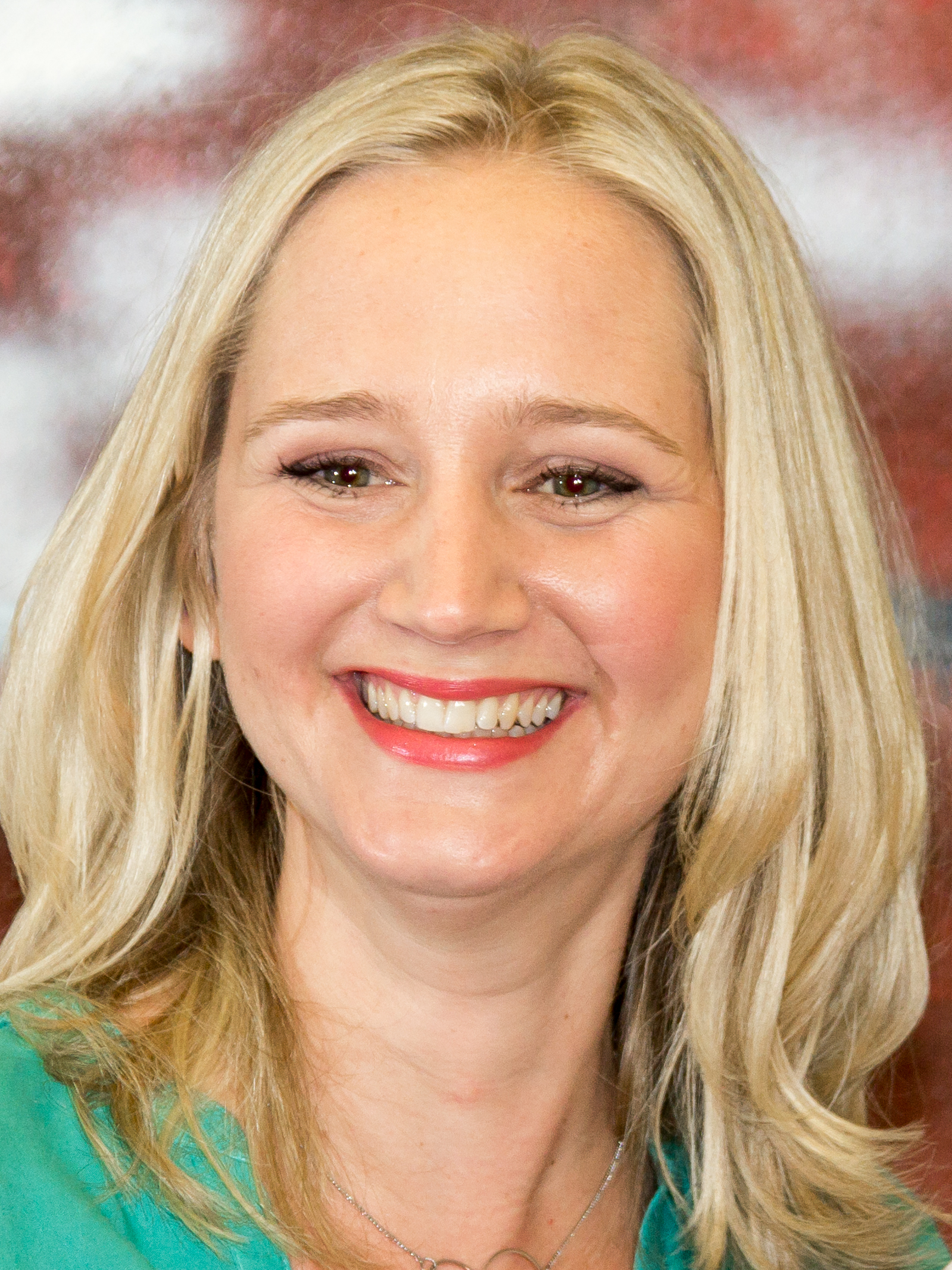
Sontje Peplow (* 1981)

- Peplow, Torsten (* 1966), deutscher Fußballspieler und Trainer
- Peplowski, Anna (* 2002), US-amerikanische Schwimmerin
- Peplowski, Ken (* 1959), US-amerikanischer Jazzklarinettist
- Peplowski, Werner (* 1944), deutscher FDGB-Funktionär

### Pepo
- Pepöck, August (1887–1967), österreichischer Komponist
- Pèpoli, Alessandro (1757–1796), italienischer Autor
- Pepoli, Carlo (1796–1881), italienischer Dichter, Politiker und Librettist
- Pepoli, Gioacchino (1825–1881), italienischer Politiker, Mitglied der Camera dei deputati und Diplomat
- Pepoli, Romeo († 1322), Bankier und Politiker
- Pepoli, Taddeo († 1347), Bankier, Politiker und Signore von Bologna
- Peponis, Anastasios (1924–2011), griechischer Politiker der PASOK, MdEP
- Peponis, Michaela (* 1970), deutsche politische Beamtin
- Peponnet, Thierry (* 1959), französischer Segler

### Pepp
- Pepp, Johnny (* 1989), niederländischer Produzent und Rapper
- Peppa, deutsche Musikerin und Songwriterin
- Peppard, George (1928–1994), US-amerikanischer SchauspielerGeorge Peppard (1928–1994)

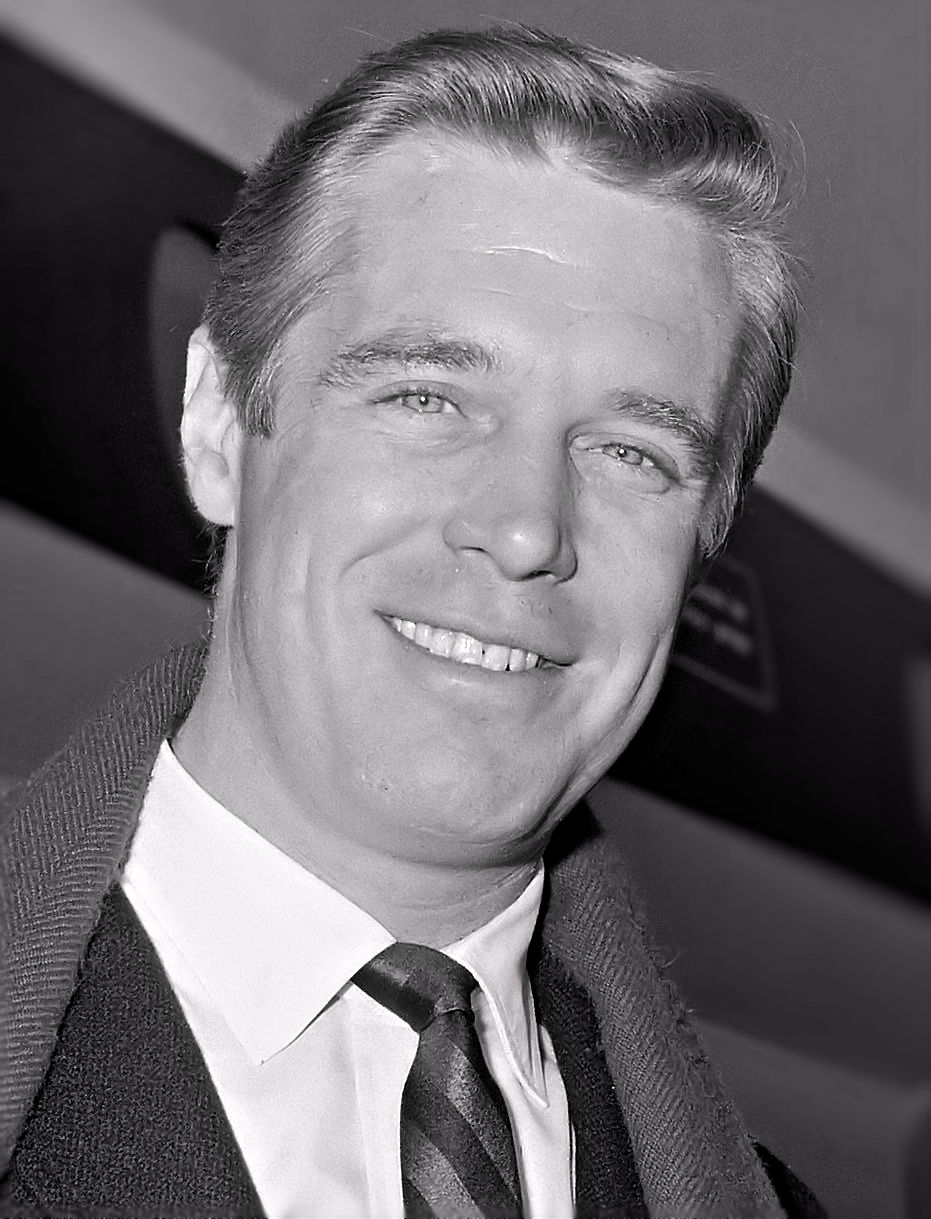
George Peppard (1928–1994)

- Peppe, Edu (* 1983), andorranischer Fußballspieler
- Peppé, William Claxton (1852–1936), britischer Gutsbesitzer und Hobbyarchäologe
- Peppen, Ard van (* 1985), niederländischer Fußballspieler
- Pepper, Adam (* 1991), irischer Eishockeytorwart
- Pepper, Art (1925–1982), US-amerikanischer Altsaxophonist
- Pepper, Barry (* 1970), kanadisch-US-amerikanischer Schauspieler
- Pepper, Beverly (1922–2020), US-amerikanische Malerin und Bildhauerin
- Pepper, Bill (1895–1918), englischer Fußballspieler
- Pepper, Christoph (* 1957), deutscher Journalist und Chefredakteur
- Pepper, Claude (1900–1989), US-amerikanischer Politiker
- Pepper, Curtis Bill (1917–2014), US-amerikanischer Journalist und Autor
- Pepper, Edward (1879–1960), britischer Turner
- Pepper, George W. (1867–1961), US-amerikanischer Politiker
- Pepper, Herbert (1912–2001), französischer Musikethnologe und Komponist
- Pepper, Hugo (1920–2011), österreichischer Widerstandskämpfer, Volksbildner und Publizist
- Pepper, Irvin S. (1876–1913), US-amerikanischer Politiker
- Pepper, Jeannie (* 1958), amerikanische Pornodarstellerin
- Pepper, Jennifer (* 1985), deutsche christliche Sängerin, Liedermacherin und Gesangscoach
- Pepper, Jim (1941–1992), US-amerikanischer Jazz-Saxophonist und indianischer Sänger
- Pepper, Jordan (* 1996), südafrikanischer AutomobilrennfahrerJordan Pepper (* 1996)

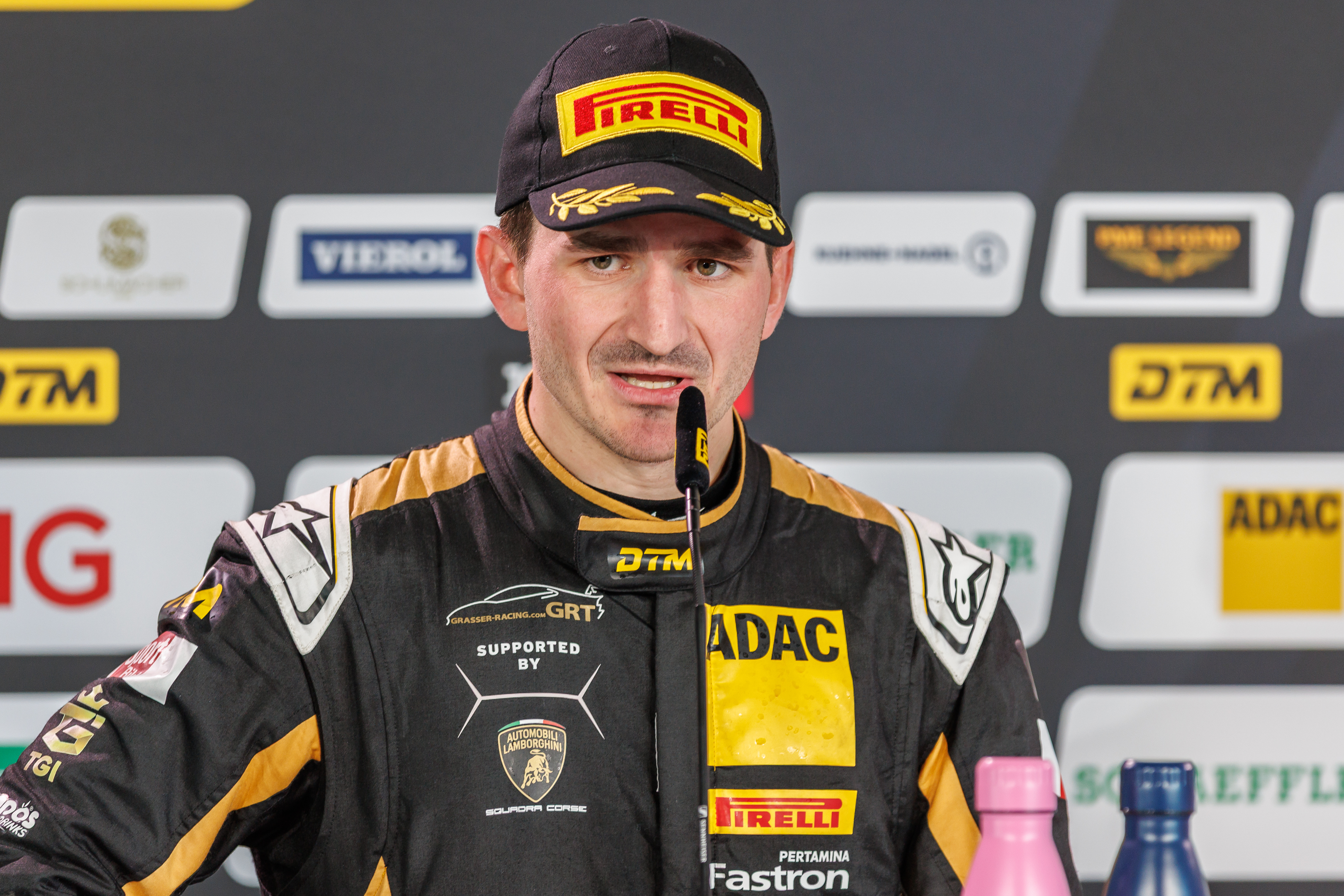
Jordan Pepper (* 1996)

- Pepper, Karl Heinz (1910–2003), deutscher Unternehmer und Investor
- Pepper, Kate (* 1959), US-amerikanische Autorin (Pseudonym)
- Pepper, Kathleen Frances Daly (1898–1994), kanadische Malerin
- Pepper, Martin (* 1958), deutscher christlicher Songwriter und SängerMartin Pepper (* 1958)

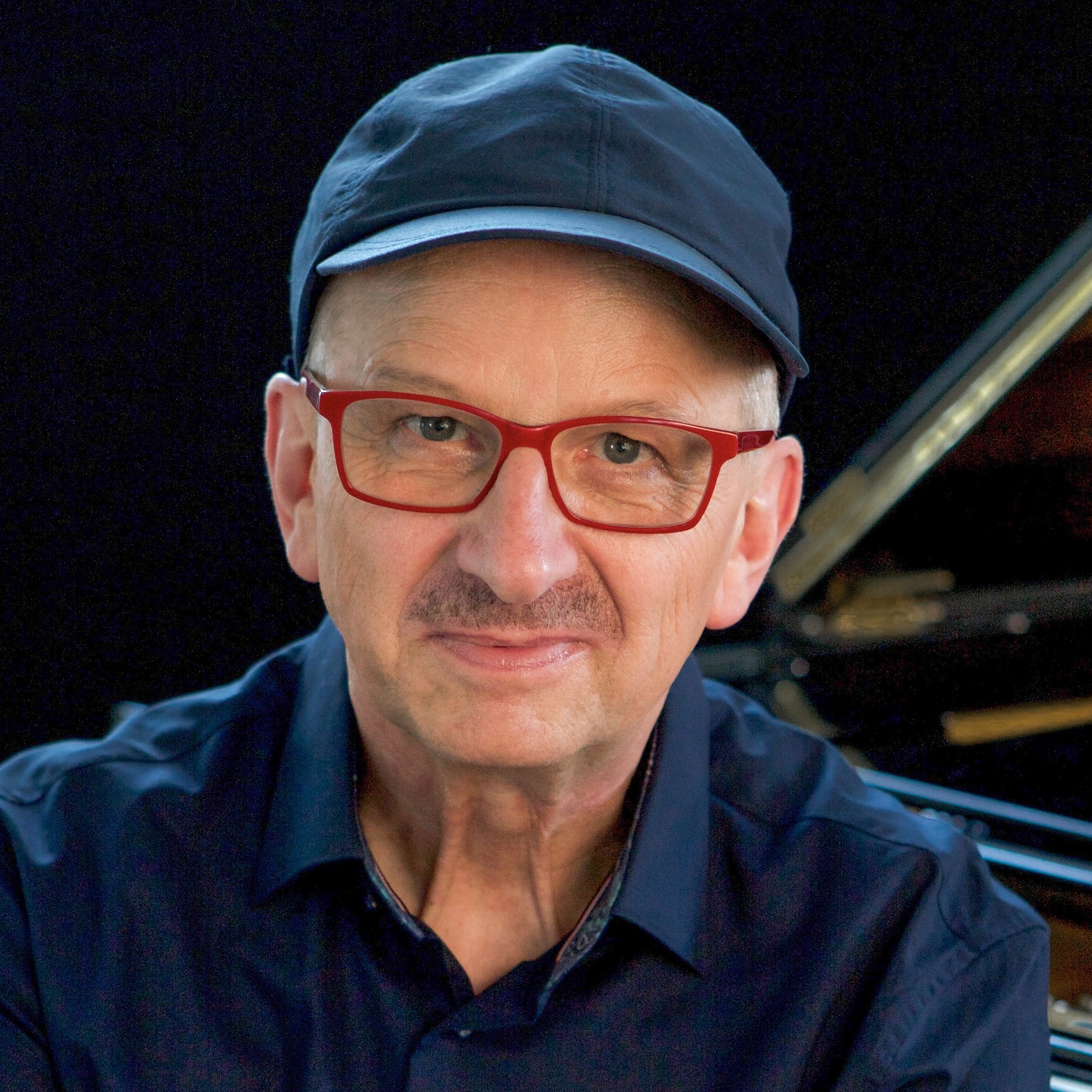
Martin Pepper (* 1958)

- Pepper, Michael (* 1942), britischer Physiker
- Pepper, Randy, US-amerikanischer Amateurastronom und Asteroidenentdecker
- Pepper, Renate (1951–2024), deutsche Politikerin (SPD), MdL
- Pepper, Rudolf (* 1921), deutscher Boxer
- Pepper, Stella (* 2004), deutsche Schauspielerin
- Pepper, Tasmin (* 1990), südafrikanische Automobilrennfahrerin
- Pepper, Taybor (* 1994), US-amerikanischer American-Football-Spieler
- Pepper, Tina (* 1979), deutsche Filmmusikkomponistin und -produzentin
- Pepper, Wolfgang (1910–1997), deutscher Journalist und Politiker (SPD)
- Pepperberg, Irene (* 1949), US-amerikanische Neurowissenschaftlerin
- Peppercorn, Arthur (1889–1951), britischer Dampflokomotivkonstrukteur
- Pepperdine, Vicki (* 1961), britische Schauspielerin und Komikerin
- Pepperle, Heinz (1931–2023), deutscher Philosophiehistoriker und Hochschullehrer
- Pepperle, Ingrid (* 1935), deutsche Literaturhistorikerin
- Peppermint (* 1980), US-amerikanische Dragqueen, Sängerin, Schauspielerin
- Peppers, Jabrill (* 1995), US-amerikanischer American-Football-Spieler
- Peppers, Julius (* 1980), US-amerikanischer Footballspieler
- Pepping, Ernst (1901–1981), deutscher Komponist
- Peppler, Albert (1882–1942), deutscher Meteorologe
- Peppler, Hans (1883–1930), deutscher Schauspieler und Regisseur
- Peppler, Karl (1857–1918), deutscher Theaterschauspieler, -regisseur und -spielleiter
- Peppler, Wilhelm (1884–1961), deutscher Meteorologe
- Peppmüller, Friedrich (1892–1972), deutscher Politiker (NSDAP), MdR
- Peppmüller, Rudolf (1843–1911), deutscher Klassischer Philologe, Pädagoge und Rektor in Seehausen und Stralsund

### Pepr
- Peprník, Michal (* 1960), tschechischer Amerikanist und Hochschullehrer

### Pept
- Peptan, Corina-Isabela (* 1978), rumänische Schachspielerin

### Pepu
- Pepusch, Johann Christoph (1667–1752), deutscher Komponist des Barock

### Pepy
- Pepy, Guillaume (* 1958), französischer hoher Regierungsbeamter und Manager
- Pepys, Charles, 1. Earl of Cottenham (1781–1851), britischer Jurist, Politiker und Lordkanzler
- Pepys, Elisabeth (1640–1669), Ehefrau des Tagebuchautors Samuel Pepys
- Pepys, Samuel (1633–1703), Beamter im englischen Schatzamt, TagebuchautorSamuel Pepys (1633–1703)

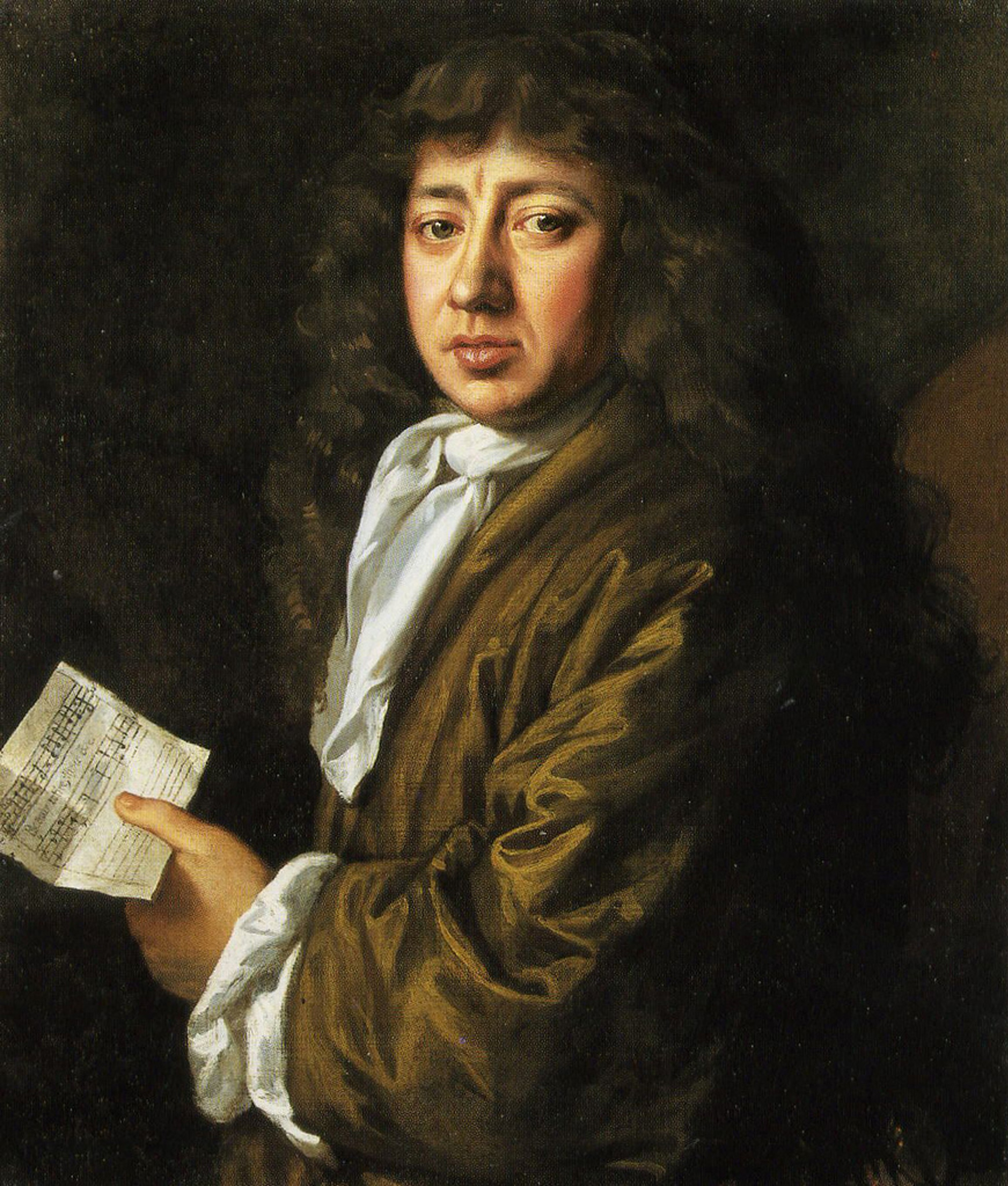
Samuel Pepys (1633–1703)